# Loubaresse (Cantal)
Loubaresse (wym. [lubaɾɛsə]) – miejscowość i dawna gmina we Francji, w regionie Owernia-Rodan-Alpy, w departamencie Cantal. W 2013 roku populacja Loubaresse wynosiła 413 mieszkańców. Przez gminę przepływa rzeka Truyère.
W dniu 1 stycznia 2016 roku z połączenia czterech ówczesnych gmin – Faverolles, Loubaresse, Saint-Just oraz Saint-Marc – utworzono nową gminę Val d’Arcomie. Siedzibą gminy została miejscowość Loubaresse.